# Alexis Beka Beka
Alexis Adelin Beka Beka (ur. 29 marca 2001 w Paryżu) – francuski piłkarz kongijskiego pochodzenia, występujący na pozycji defensywnego pomocnika we francuskim klubie OGC Nice. Wychowanek AS Verson i SM Caen, w którym rozpoczął seniorską karierę. Grał również w Lokomotiwie Moskwa. Młodzieżowy reprezentant Francji, olimpijczyk z Tokio. 